# Repatriacja

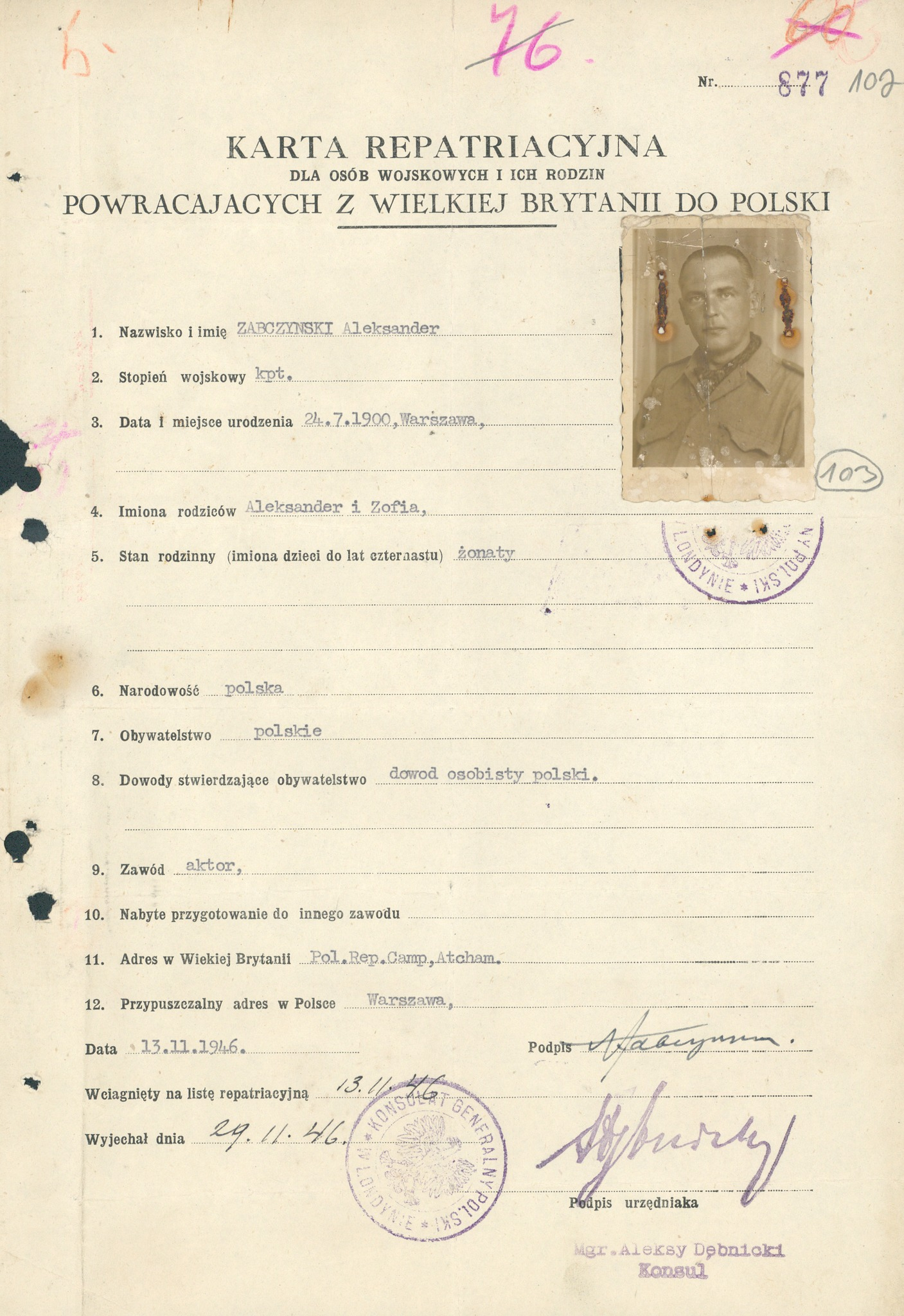
Karta repatriacyjna kpt. Aleksandra Żabczyńskiego z 1946 roku

Repatriacja (łac. repatriatio ‘powrót do ojczyzny’) – zorganizowana przez władze akcja przesiedlenia do kraju obywateli (np. jeńców wojennych, osób internowanych lub przymusowo przesiedlonych), którzy wskutek zmian granic lub działań wojennych znaleźli się na terytorium innych państw.
Często termin używany jest błędnie na oznaczenie deportacji, depatriacji albo też ekspatriacji, czyli przymusowych wysiedleń lub przesiedleń.
W czasach PRL-u oficjalna propaganda nazywała „repatriantami” Polaków – mieszkańców Kresów Wschodnich, których po II wojnie światowej przymusowo wysiedlano z ich ziem ojczystych i osadzano na Ziemiach Odzyskanych (zob. wysiedlenie Polaków z Kresów Wschodnich w latach 1944–1946).
Przykładem procesu repatriacyjnego z początku XXI wieku była fala powrotów na Krym Tatarów, wysiedlonych stamtąd w roku 1944 przez Związek Radziecki.